# Кижи (музей-заповедник)

Кижский погост

«Кижи» — государственный историко-архитектурный и этнографический музей-заповедник, расположенный в Республике Карелия Российской Федерации.
Название музея дано по острову Кижи, где расположена основная часть экспозиции музея. Объекты музея также расположены в Петрозаводске и в ряде населённых пунктов Медвежьегорского района.
Все храмы, находящиеся на территории музея-заповедника «Кижи», включены в состав Спасо-Кижского Патриаршего подворья.

## История
Музей основан исследователем и реставратором северорусского деревянного зодчества А. В. Ополовниковым, который в 1951 году перевёз на Кижи дом О́шевнева из деревни Ошевнево на Большом Климецком острове. Как государственное учреждение культуры существует с 1966 года, но первых посетителей принял в 1955 году. Изначально он состоял из двух церквей и колокольни XVIII—XIX веков Кижского погоста — памятников древнего зодчества, окружённых оградой. В настоящее время его дополняют привезённые из различных уголков Заонежья часовни, дома, иконы, предметы быта и хозяйственные постройки из карельских, русских и вепсских деревень, а также ряд исторических объектов в Заонежье и Петрозаводске.
В связи с тем, что опыт восстановления памятников местными специалистами по оценке экспертов ЮНЕСКО признан уникальным, с 2020 года на базе музея-заповедника начал работу Всероссийский центр по сохранению деревянного зодчества.
26 июня 2025 года коллектив музея-заповедника «Кижи» награждён медалью «За заслуги перед Республикой Карелия».
Директора музея-заповедника
- Смирнов Владимир Иванович (1966—1968)
- Ниеми Вилхо Арвидович (1969—1975)[7]
- Ионова Валентина Матвеевна (1975—1979)
- Шилова (Лопаткина) Людмила Васильевна (1979—1984)
- Лопаткин Михаил Васильевич (1984—1988, 1991—1998)
- Шелыбков Александр Дмитриевич (1989)
- Набокова Ольга Афанасьевна (1990—1992)
- Луговой Дмитрий Дмитриевич (1998—1999)
- Аверьянова Эльвира Валентиновна (2000—2013)
- Нелидов Андрей Витальевич (2013—2015)
- Богданова Елена Викторовна (с 2015 года).

## Охранная зона
Территория музея-заповедника «Кижи» имеет статус земель историко-культурного назначения.
Государственный природный заказник федерального подчинения «Кижский» включает в себя охранную зону музея-заповедника «Кижи». Режим охраны заказника сходен с режимом национального парка. На всей территории заказника запрещены охота, сбор пуха и яиц, посещение островов с гнездовьями до конца размножения птиц (1 августа), лесоосушительная мелиорация, использование ядохимикатов в лесном и сельском хозяйстве, геолого-изыскательские работы и разработка полезных ископаемых.
Движение яхт и другого транспорта ограничено дорогами и водными путями общего пользования. Выпас скота ограничивается землями совхоза «Прогресс». Свободное передвижение, сбор ягод, лов рыбы и др. разрешены только местным жителям и сотрудникам. Стоянки и ночёвки разрешены туристам лишь в специально отведённых местах.

## Объекты культурного наследия в музее-заповеднике «Кижи»

### Сектор «Русские Заонежья»
Главный экспозиционный сектор музея-заповедника, расположенный на острове Кижи, посвящен традиционной культуре русских Заонежья.
| Изображение | Памятник                      | Краткое описание |
| Все фото    | Церковь Преображения Господня | Построена в 1714 году. Входит в состав объекта Всемирного культурного наследия ЮНЕСКО «Кижский погост», объект культурного наследия федерального значения. |
| Все фото    | Церковь Покрова Богородицы    | Построена в 1694—1764 годах. Входит в состав объекта Всемирного культурного наследия ЮНЕСКО «Кижский погост», объект культурного наследия федерального значения. |
| Все фото    | Колокольня Кижского погоста   | Построена в 1863—1874 годах на месте пришедшей в ветхость старинной колокольни. Входит в состав объекта Всемирного культурного наследия ЮНЕСКО «Кижский погост», объект культурного наследия федерального значения. |
| Все фото    | Ограда Кижского погоста       | Построена в 1800 году. Входит в состав объекта Всемирного культурного наследия ЮНЕСКО «Кижский погост», объект культурного наследия федерального значения. |
| Все фото    | Церковь Воскрешения Лазаря    | Построена до XVI века. По преданию, церковь была построена преподобным иноком Лазарем Муромским и стала первой постройкой будущего Муромского монастыря. В церкви сохраняется двухъярусный иконостас, состоящий из 17 икон XVI—XVIII веков. Объект культурного наследия федерального значения. |
| Все фото    | Часовня Михаила Архангела     | Построена в начале XVIII века. В часовне сохранилось потолочное перекрытие — «небо», в центральном круге которого — икона Христа Вседержителя, а в сегментах — 12 трапециевидных клиньев — праотцы. По углам «неба» 4 иконы с изображениями символов евангелистов. Живопись иконостаса датируется XVII—XVIII веками. Объект культурного наследия федерального значения.                                              |
| Все фото    | Дом О́шевнева                  | Построен в 1876 году в деревне Ошевнево Медвежьегорского района. Объект культурного наследия федерального значения. Дом типа «кошель», высотой в два этажа со светёлкой сверху, с трёх сторон по второму этажу опоясан галереей-гульбищем. Содержит 4 отдельные избы и пятую, не оборудованную клеть, три летних помещения и крытый хозяйственный двор. Общий объём — около 2,5 тыс. м³. План дома почти квадратный. |
| Все фото    | Мельница ветряная Биканина    | Построена в начале XX века в деревне Волкостров Медвежьегорского района. Объект культурного наследия федерального значения. |

Кроме этого, в состав сектора входят памятники деревянного зодчества: амбар из деревни Воробьи, амбар из деревни Вегорукса, амбар Мешкова из деревни Южный двор (усадьба Ошевнева), амбар Судьина из деревни Липовицы (усадьба Ошевнева), баня из деревни Мижостров (усадьба Ошевнева), баня из деревни Усть-Яндома (у дома Елизарова), дом Елизарова из деревни Середка, дом Сергеева из деревни Логморучей, дом Щепина из деревни Щепино, кузница из деревни Суйсарь, водяная мельница из деревни Берёзовая Сельга, рига из деревни Березовая Сельга.

### Сектор «Васильево»
Экспозиционный сектор музея-заповедника, расположенный на острове Кижи в деревне Васильево, реконструкция заонежской деревни конца XIX — начала XX века.
| Изображение | Памятник                      | Краткое описание |
| Все фото    | Часовня Успения Божией Матери | Построена в конце XVII—II половине XVIII вв. Объект культурного наследия федерального значения.                                   |
| Все фото    | Дом Сергеевой из д. Липовицы  | Построен в конце XIX — начале XX веков в д. Липовицы Медвежьегорского района. Объект культурного наследия регионального значения. |
| Все фото    | Дом Сергина из д. Мунозеро    | Построен во 2-й половине XIX века в д. Мунозеро Медвежьегорского района. Объект культурного наследия регионального значения.      |

Кроме этого, в состав сектора входят памятники деревянного зодчества: амбар Абрамовой из д. Великая Нива, амбар Кузнецова из д. Пегрема, дом Васильева, дом Кондратьевой из д. Верхняя Путка.

### Сектор «Ямка»
Экспозиционный сектор музея-заповедника, расположенный на острове Кижи в деревне Ямка, реконструкция заонежской деревни.
| Изображение | Памятник                               | Краткое описание |
| Все фото    | Мельница ветряная из д. Вороний остров | Построена в 1930-е годы в д. Вороний остров Медвежьегорского района. Объект культурного наследия регионального значения.                |
|             | Дом Ананьевой из д. Красная Сельга     | Построен в конце XIX — начале XX веков в д. Красная Сельга Медвежьегорского района. Объект культурного наследия регионального значения. |

Кроме этого, в состав сектора входят памятники деревянного зодчества: часовня Апостолов Петра и Павла из д. Бережная (начало XVIII — конец XIX века), часовня во имя Нерукотворного образа из д. Вигово (конец XVII — конец XVIII вв.), амбар (у дома Пертякова), амбар из д. Липовицы (у дома Вичурина), амбар на воде из д. Мижостров, дом Берёзкиной из д. Красная Сельга, дом Вичурина из д. Вигово, дом Левичева из д. Усть-Яндома, дом Мошниковой, дом Никонова из д. Липовицы, дом Пертякова из д. Усть-Яндома, дом Пономарева из д. Маньшино, конюшня, крест поклонный из д. Хашезеро, кузница из д. Южный двор, рига из д. Липовицы.

### Сектор «Пряжинские карелы»
Экспозиционный сектор музея-заповедника, расположенный на острове Кижи, представляет культуру карел-ливвиков Пряжинского района южной Карелии.
| Изображение | Памятник                         | Краткое описание |
| Все фото    | Дом Яковлева из д. Клещейла      | Построен в конце XIX — начале XX вв. в д. Клещейла Пряжинского района Карелии. Объект культурного наследия федерального значения. |
| Все фото    | Крест поклонный из д. Чуйнаволок | Построен в 1763 году в д. Чуйноволок Пряжинского района Карелии. Объект культурного наследия федерального значения.               |
| Все фото    | Амбар из д. Коккойла             | Построен в 1763 году в д. Чуйноволок Пряжинского района Карелии. Объект культурного наследия федерального значения.               |

Кроме этого, в состав сектора входят памятники деревянного зодчества: амбар Жданова из д. Пелдожи, амбар из д. Нинисельга, рига из д. Ламбисельга, рига из д. Сяппяваара.

### Сектор «Северные карелы»
Экспозиционный сектор музея-заповедника, расположенный на острове Кижи, представляет культуру северных районов Карелии.
| Изображение | Памятник                          | Краткое описание |
|             | Мельница ветряная из д. Гафостров | Построена во 2-й половине XIX века в д. Гафостров Муезерского района Карелии. Объект культурного наследия регионального значения. |

Кроме этого, в состав сектора входит памятник деревянного зодчества — рига из д. Гафостров.

### Сектор «Вепсы»
Экспозиционный сектор музея-заповедника, расположенный на острове Кижи, представляет культуру вепсских деревень. В состав сектора входят памятники деревянного зодчества: амбар Беляева из д. Матвеева Сельга, амбар из д. Сяппяваара, баня Фошкиной из д. Каскесручей.

### Сектор «Пудожский»
Экспозиционный сектор музея-заповедника, расположенный на острове Кижи, представляет культуру малодворных пудожских деревень. В состав сектора входят памятники деревянного зодчества: амбар Белошеева из д. Пялозеро, амбар Гришина из д. Кубовская, амбар Пахомова из д. Остров-Заречье, дом Беляева из д. Кубовская, дом Бутина из д. Пялозеро, дом Поташева из д. Пяльма.

### Сектор «Кондопожский»
Экспозиционный сектор музея-заповедника, расположенный на острове Кижи, представляет культуру карельских и веппских деревень.
| Изображение | Памятник                                    | Краткое описание |
| Все фото    | Часовня Преображения Господня из д. Кавгора | Построена во 2-й половине XVIII в. — 1-й половине XIX вв. в д. Кавгора Кондопожского района Карелии. Объект культурного наследия федерального значения. |

Кроме этого, в состав сектора входят памятники деревянного зодчества: амбар Ждановой из д. Шёлтозеро, амбар Семёновой из д. Сорочья гора.

### Сектор «Кижское ожерелье»
Экспозиционный сектор музея-заповедника расположен в окрестностях острова Кижи, на соседних островах Большом Климецком, Волкострове и Еглове, а также на материковой части Заонежского полуострова.
| Изображение | Памятник                                                            | Краткое описание |
| Все фото    | Часовня Петра и Павла в д. Насоновщина                              | Построена в конце XVII — начале XVIII веков в д. Насоновщина Медвежьегорского района Карелии. Объект культурного наследия федерального значения. |
| Все фото    | Часовня Знамения Пресвятой Богородицы в д. Корба                    | Построена в конце XVIII — начале XIX веков в д. Корба Медвежьегорского района Карелии. Объект культурного наследия федерального значения.        |
| Все фото    | Часовня Кирика и Иулиты в д. Воробьи                                | Построена в конце XVIII — начале XIX веков в д. Воробьи Медвежьегорского района Карелии. Объект культурного наследия регионального значения.     |
| Все фото    | Часовня Параскевы Пятницы и Варлаама Хутынского в д. Подъельники    | Построена в конце XVIII — начале XIX веков в д. Подъельники Медвежьегорского района Карелии. Объект культурного наследия регионального значения. |
| Все фото    | Часовня во имя иконы «Божья Матерь всех скорбящих радость» в Еглово | Построена в конце XVIII — начале XIX веков в д. Еглово Медвежьегорского района Карелии. Объект культурного наследия регионального значения.      |

Кроме этого, в состав сектора входят памятники деревянного зодчества: дом Маркова в деревне Мальково, дом Серых в деревне Дудниково, ветряная мельница из деревни Толвуя в деревне Середка.

### Сектор «Петрозаводск»
Экспозиционный сектор музея-заповедника располагается в Петрозаводске в квартале исторической застройки «Старый город», формирование которого началось в 1970-х годах и в центре города.
| Изображение | Памятник                                      | Краткое описание |
| Все фото    | Храм во имя Святого и Животворящего Духа      | Построен 1894 г. в Петрозаводске при Губернской земской больнице. Объект культурного наследия регионального значения.                                        |
|             | Ремесленное училище                           | Памятник архитектуры XVIII века. Объект культурного наследия регионального значения. С 2010-х в здании располагается администрация музея-заповедника «Кижи». |
| Все фото    | Мастерские ремесленного училища               | Здание построено в 1913 году. В 2006 году здание передано музею-заповеднику «Кижи».                                                                          |
| Все фото    | Корпус больничный губернской земской больницы | Построен во 2-й половине XIX века. Объект культурного наследия регионального значения. Здание передано музею-заповеднику «Кижи».                             |

Кроме этого, в состав сектора входят памятники деревянного зодчества: дом Лазарева (начало XX века, ныне библиотека музея), дом лесничего Кучевского (1827 год), здание бывшего ремесленного училища.